# سراج وهاج
الشيخ سراج وهاج أو جيفري كيرس اسمه قبل الإسلام. ولد في 11 مارس 1950م، وهو داعية إسلامي من أمريكا ذو أصول إفريقية. اعتنق الإسلام ثم أصبح مرشداً مهماً للمسلمين في كندا وهو خبير معروف في الحوارات المسيحية الإسلامية. ولد سراج وهاج ونشأ بولاية نيويورك الأمريكية ودرس الرياضيات في جامعة نيويورك. اعتنق جيفري الإسلام في عام 1969م وتسمى باسم سراج وهاج.

## النشأة
والدته ممرضة تدعى غولريا سيج ووالده اخصائي تغذية. شقيقه الكاتب والمحرر غريغوري كيرس. قصد الكنيسة تديناً والتزاماً وواضب على هذا حتى أصبح مدرس من مدرسي يوم الأحد وهو في شبابه. حصل لاحقاً على بعثة إلى نيويورك للدراسة في جامعتها. ولعب كرة السلة وهناك تعرف على أمة الإسلام عن طريق أحد زملائه في الفريق. في عام 1969م أنهى بعثته وانضم فعلياً لأمة الإسلام وغير اسمه إلى جيفري 12 إكس.

## إسلامه
انجذب لجماعة أمة الإسلام في الستينيات من القرن الماضي وما لبث أن أعلن إسلامه وما لبث أن تركهم لابتعادهم عن الإسلام الصحيح واتجه إلى طلب العلم بنهم شديد فسافر إلى المملكة العربية السعودية ليحصل على العلم الشرعي من منبعه الأصلي فدرس في جامعة أم القرى في عام 1978م وفي عام 1981م بدأ الشيخ سراج يدعو إلى الإسلام.

## أسهاماته
كانت بداية الشيخ سراج الدعوية من مسجد صغير داخل شقة في بروكلين بولاية نيويورك، واستمر في إقامة الشعائر في هذا المكان بصحبة عدد لا يتجاوز الثلاثين ومع مرور الوقت بارك الله في هذا الجهد وتحول هذا المصلى الصغير إلى مسجد التقوى الشهير بنيويورك وصار هو إمامه كما أصبح من أشهر الدعاة في أمريكا الشمالية. وفي عام 1988م قام الشيخ سراج مع المسلمين من تلامذته بحملة لمكافحة تعاطي المخدرات وقد نجحت هذه الحملة نجاحًا باهرًا ولاقت استحسانًا من جانب الأهالي والحكومة الأمريكية على نفس الدرجة.